# Campionati del mondo di ciclismo su pista - Keirin femminile
Il keirin femminile è una delle prove inserite nel programma dei campionati del mondo di ciclismo su pista. Si corre dall'edizione 2002.

## Albo d'oro
Aggiornato all'edizione 2024.
| Anno | Vincitore             | Secondo             | Terzo                |
| ---- | --------------------- | ------------------- | -------------------- |
| 2002 | Li Na                 | Clara Sanchez       | Rosealee Hubbard     |
| 2003 | Svetlana Grankovskaja | Anna Meares         | Oksana Grišina       |
| 2004 | Clara Sanchez         | Elisa Frisoni       | Jennie Reed          |
| 2005 | Clara Sanchez         | Elisa Frisoni       | Yvonne Hijgenaar     |
| 2006 | Christin Muche        | Clara Sanchez       | Guo Shuang           |
| 2007 | Victoria Pendleton    | Guo Shuang          | Anna Meares          |
| 2008 | Jennie Reed           | Victoria Pendleton  | Christin Muche       |
| 2009 | Guo Shuang            | Clara Sanchez       | Willy Kanis          |
| 2010 | Simona Krupeckaitė    | Victoria Pendleton  | Vol'ha Panaryna      |
| 2011 | Anna Meares           | Vol'ha Panaryna     | Clara Sanchez        |
| 2012 | Anna Meares           | Ekaterina Gnidenko  | Kristina Vogel       |
| 2013 | Rebecca James         | Gong Jinjie         | Lisandra Guerra      |
| 2014 | Kristina Vogel        | Anna Meares         | Rebecca James        |
| 2015 | Anna Meares           | Shanne Braspennincx | Lisandra Guerra      |
| 2016 | Kristina Vogel        | Anna Meares         | Rebecca James        |
| 2017 | Kristina Vogel        | Martha Bayona       | Nicky Degrendele     |
| 2018 | Nicky Degrendele      | Lee Wai Sze         | Simona Krupeckaitė   |
| 2019 | Lee Wai Sze           | Kaarle McCulloch    | Daria Shmeleva       |
| 2020 | Emma Hinze            | Lee Hye-jin         | Stephanie Morton     |
| 2021 | Lea Friedrich         | Mina Sato           | Jana Tyščenko        |
| 2022 | Lea Friedrich         | Mina Sato           | Steffie van der Peet |
| 2023 | Ellesse Andrews       | Martha Bayona       | Lea Friedrich        |
| 2024 | Mina Sato             | Hetty van de Wouw   | Katy Marchant        |

## Medagliere
| Pos.   | Nazione               | Oro | Argento | Bronzo | Totale |
| ------ | --------------------- | --- | ------- | ------ | ------ |
| 1      | Germania              | 7   | 0       | 3      | 10     |
| 2      | Australia             | 3   | 4       | 3      | 10     |
| 3      | Francia               | 2   | 3       | 1      | 6      |
| 4      | Gran Bretagna         | 2   | 2       | 3      | 7      |
| 5      | Cina                  | 2   | 2       | 1      | 5      |
| 6      | Giappone              | 1   | 2       | 0      | 3      |
| 7      | Russia                | 1   | 1       | 2      | 4      |
| 8      | Hong Kong             | 1   | 1       | 0      | 2      |
| 9      | Belgio                | 1   | 0       | 1      | 2      |
| 9      | Lituania              | 1   | 0       | 1      | 2      |
| 9      | Stati Uniti           | 1   | 0       | 1      | 2      |
| 12     | Nuova Zelanda         | 1   | 0       | 0      | 1      |
| 13     | Paesi Bassi           | 0   | 2       | 3      | 5      |
| 14     | Italia                | 0   | 2       | 0      | 2      |
| 14     | Colombia              | 0   | 2       | 0      | 2      |
| 16     | Bielorussia           | 0   | 1       | 1      | 2      |
| 17     | Corea del Sud         | 0   | 1       | 0      | 1      |
| 18     | Cuba                  | 0   | 0       | 2      | 2      |
| 19     | Fed. Ciclistica Russa | 0   | 0       | 1      | 1      |
| Totale | Totale                | 23  | 23      | 23     | 69     |

| Pos. | Atleta             | Oro | Argento | Bronzo | Totale |
| ---- | ------------------ | --- | ------- | ------ | ------ |
| 1    | Anna Meares        | 3   | 3       | 1      | 7      |
| 2    | Kristina Vogel     | 3   | 0       | 1      | 4      |
| 3    | Clara Sanchez      | 2   | 3       | 1      | 6      |
| 4    | Lea Friedrich      | 2   | 0       | 1      | 3      |
| 5    | Victoria Pendleton | 1   | 2       | 0      | 3      |
| 5    | Mina Sato          | 1   | 2       | 0      | 3      |
| 7    | Guo Shuang         | 1   | 1       | 1      | 3      |
| 8    | Lee Wai-sze        | 1   | 1       | 0      | 2      |
| 9    | Rebecca James      | 1   | 0       | 2      | 3      |
| 10   | Christin Muche     | 1   | 0       | 1      | 2      |
| 10   | Jennie Reed        | 1   | 0       | 1      | 2      |
| 10   | Simona Krupeckaitė | 1   | 0       | 1      | 2      |
| 10   | Nicky Degrendele   | 1   | 0       | 1      | 2      |